# Александар Железњаков
Александар Борисович Железњаков (рус. Александр Борисович Железняков, Лењинград, 28. јануар 1957) је руски стручњак, руководилац радова у области конструисања ракетно-космичке технике, писац, новинар.

## Биографија
Александар Борисович Железњаков је рођен 28. јануара 1957. у Лењинграду.
Завршио је Лењинградски политехнички институт М. И. Калињина (сада Санкт-Петербуршки државни политехнички универзитет), инжењер-физичар (1980), члан-кореспондент Руске академије космонаутике K.E. Циолковски (РАКЦ).
Током 1980-1981. радио је као инжењер у лењинградском НПО “Импулс’”.
Од 1983. до 1989. радио је у лењинградском НПО “Краснаја звезда” као инжењер, старији инжењер и заменик начелника одсека. Од 1989. до 2001. радио је u ОКБ “Радуга” (НПП “Радуга”) као начелник одсека, начелник центра, заменик Генералног директора, први заменик Генералног директора и вршилац дужности Генералног директора. 
Од 2001. је саветник Директора-Главног конструктора ЦНИИ роботехнике и техничке кибернетике (Санкт-Петрсбург). 
Од 2007. је саветник Председника РКК “Енергија” (Караљов, Московска област). Председник је фонда за подршку науке и образовања (Санкт-Петерсбург). 
Паралелно са основним занимањем, бави се литерарним радом. Популаризатор је достигнућа националне и светске космонаутике. Прва публикација је објављена 15. марта 1989. Аутор 13 књига и неколико стотина чланака. Објављује под псеудонимима “Александар Јуркевич”, “Александар Борисов”, “Константин ”, “A. С.”, “K. И.”.

## Чланство
- Федерација космонаутике Русије
- Савез новинара Русије
- Међународни савез новинара
- Савез новинара Санкт-Петербурга

## Награде и признања
- Медаља ордена “За заслуге пред Отаџбином” II степена (2007)
- Медаља “У славу 300-годишњице Санкт-Петерсбрга” (2003)
- Медаља РАКА “У славу 40 годишњице лета у космос J.A. Гагарина”
- Медаље Федерације космонаутике Русије “За заслуге” које носе имена K.E. Циолковског, J. В. Кондратујка, С. П. Караљова, В. П. Глумка, M.K. Јангеља, В. В. Терјешкове
- Медаља “M. В. Јангељ” Националне космичке агенције Украјине, лауреат Књижевне премије A. Р. Бјељајева.

## Књиге
- „Совјетска космонаутика: Хроника хаварија и катастрофа”“. Санкт-Петерсбург, 1998.
- http://www.cosmoworld.ru/spaceencyclopedia/publications/lke57.pdf
- “Летопис космичке ере. 1957. година”. Санкт-Петерсбург, 2002.
- “Летопис космичке ере. 1958. година”. Санкт-Петерсбург, 2002.
- “Узлет посрнуле ракете”. Санкт-Петерсбург, 2003.
- “Летопис космичке ере. 1959. година”. Санкт-Петерсбург, 2003.
- “Летопис космичке ере. 1960. година”. Санкт-Петерсбург, 2003.
- “Летопис космичке ере. 1961. година”. Санкт-Птерсбург, 2004.
- “Тајне ракетних катастрофа”. Москва, 2004.
- http://www.cosmoworld.ru/spaceencyclopedia/publications/mir.pdf
- “Станица “Мир”: од тријумфа до ...” Санкт-Петерсбург, 2006.
- “Летопис космичке ере. 1962. година”. Санкт-Петерсбург, 2006.
- “Тајни космос. Митови и фантоми на орбити”. Москва, 2006.
- “Секс у космосу”. Санкт-Петерсбург, 2008.
- “Главна линија: Поеме”. Санкт-Петерсбург, 2009.